# Nemi (jezioro)

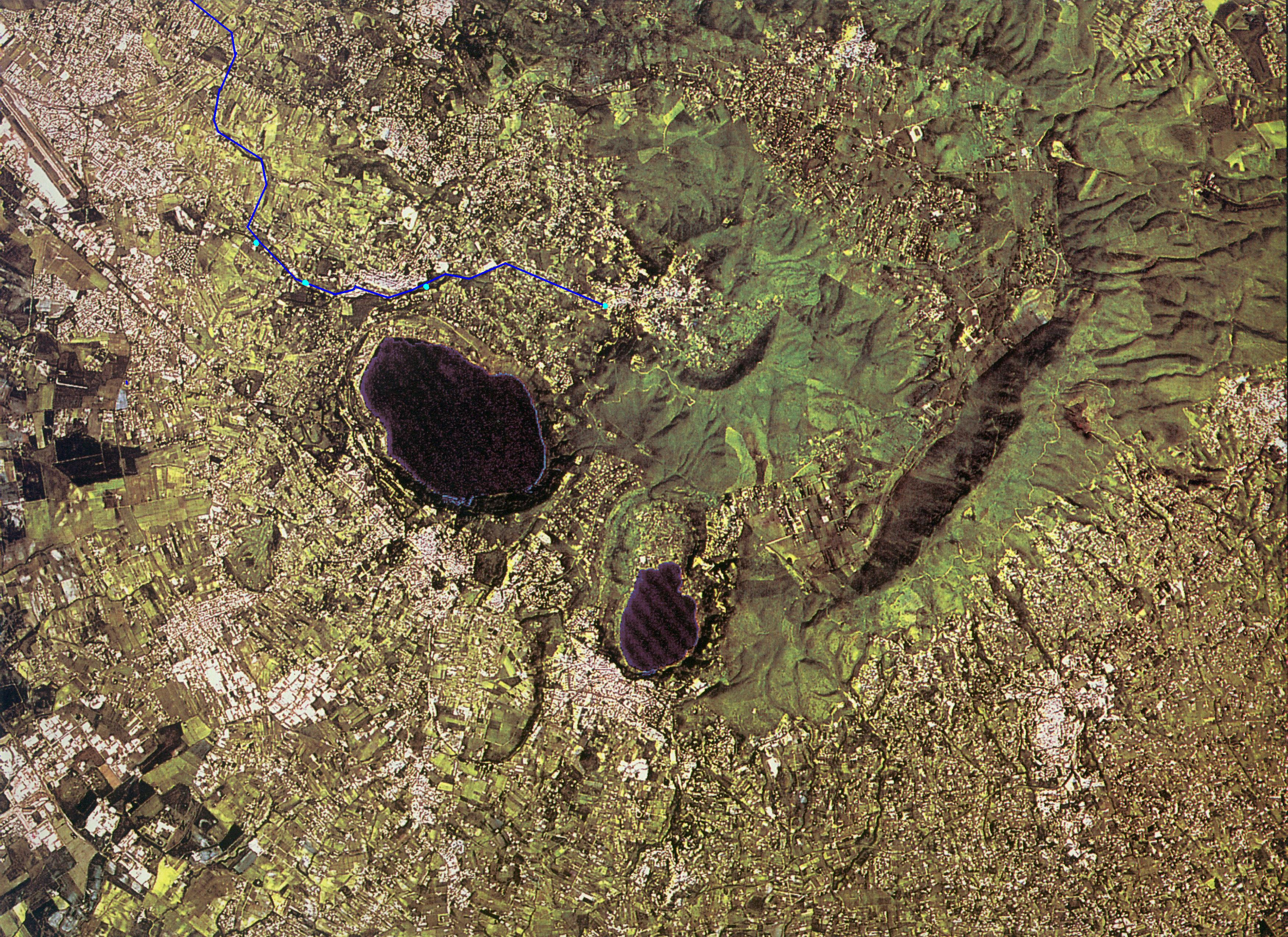
Góry Albańskie na zdjęciu satelitarnym: obok większego jeziora Albano widoczne mniejsze jezioro Nemi

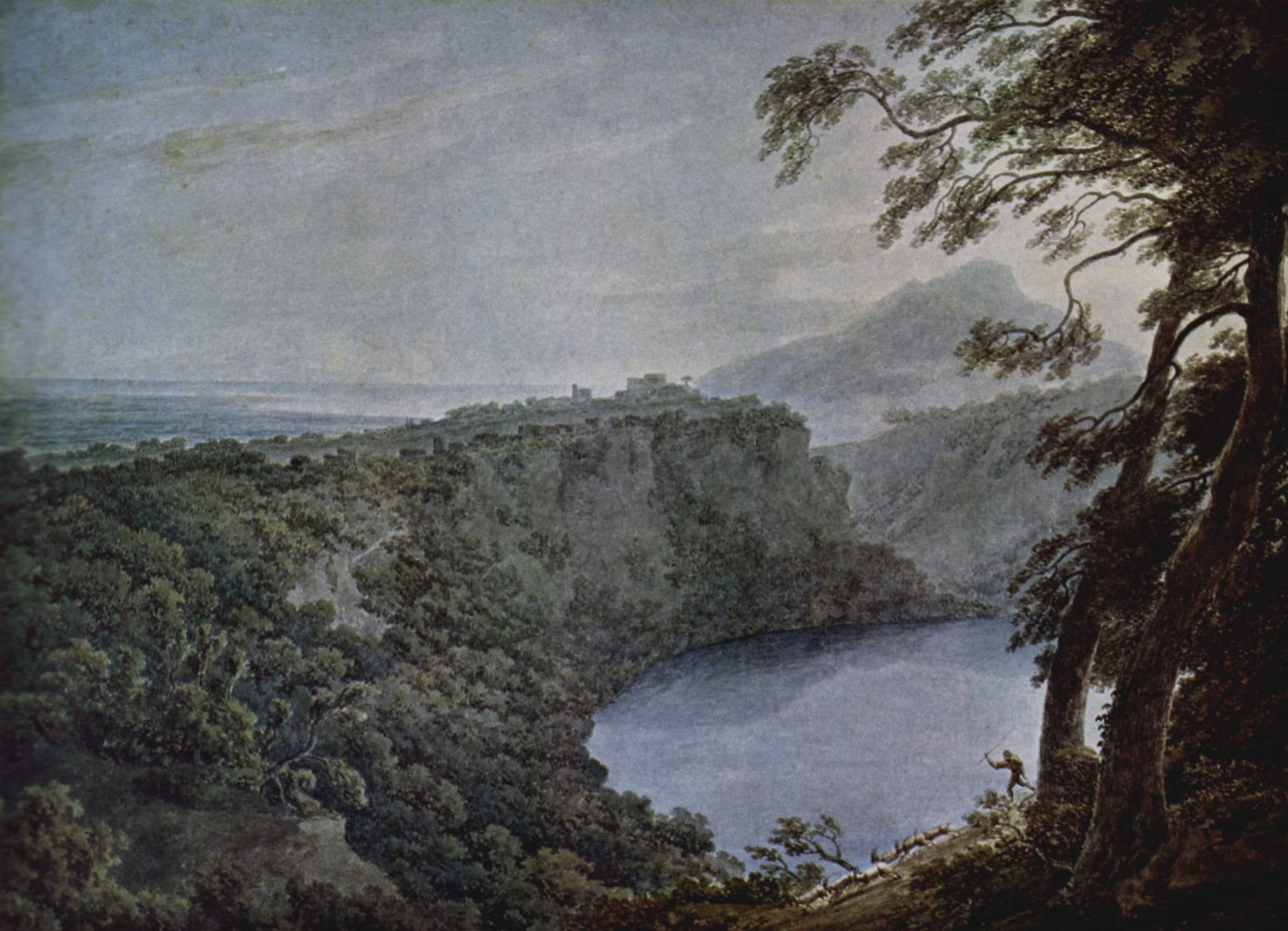
John Robert Cozens, Jezioro Nemi, ok. 1777.

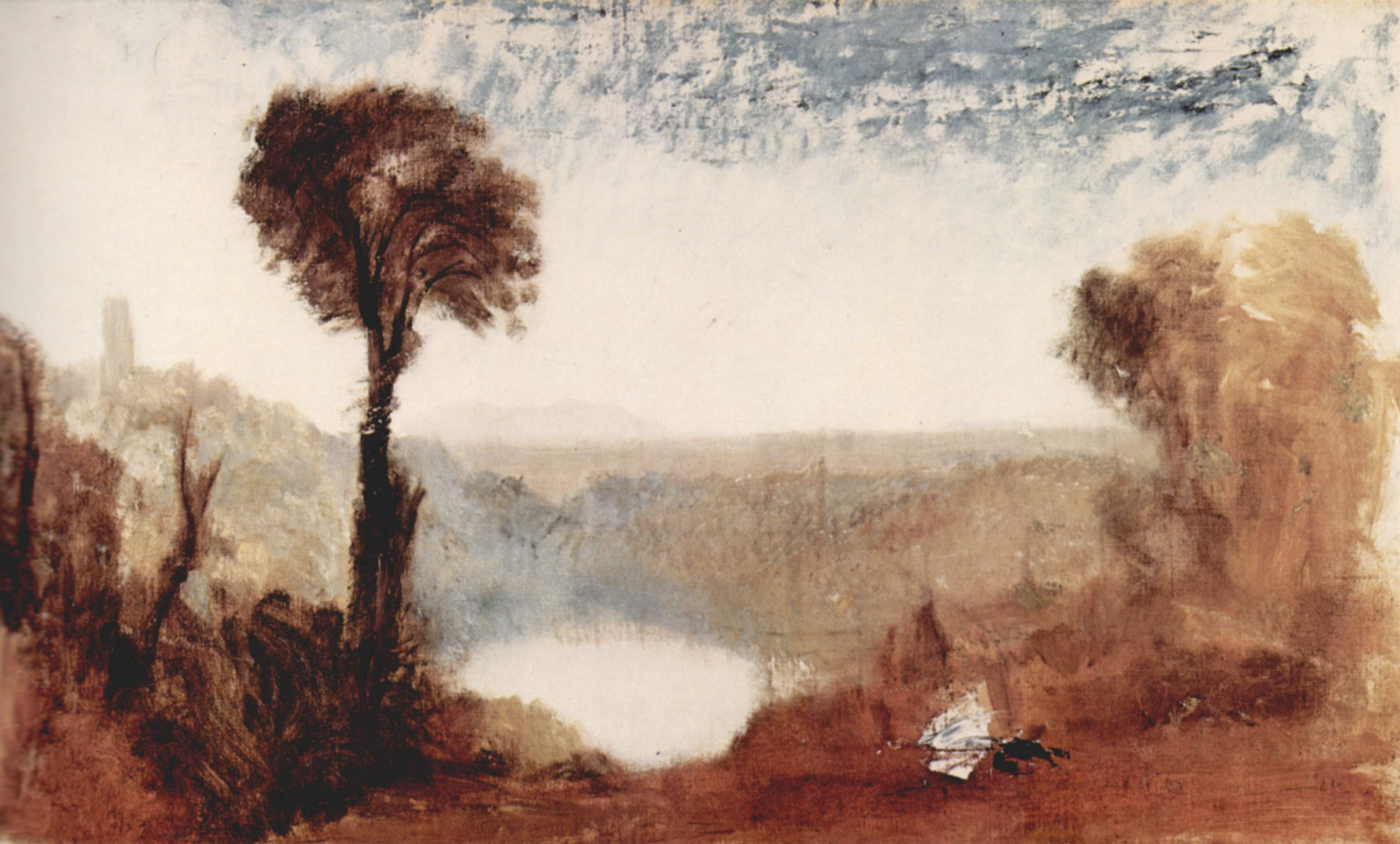
William Turner, Jezioro Nemi, ok. 1828.

Nemi (wł. Lago di Nemi, ant. Nemorensis Lacus) – jezioro wulkaniczne w Górach Albańskich we Włoszech, ok. 20 km na południowy wschód od Rzymu.
Jezioro leży u podnóży szczytu Monte Cavo. Jego lustro wody znajduje się na wysokości 316 m n.p.m., 25 m powyżej lustra wody jeziora Albano. Powierzchnia jeziora wynosi 1,67 km², długość maksymalna ok. 1,5 km, maksymalna głębokość 33 m.
W starożytności związane z kultem Diany, której świątynia znajdowała się na północnym brzegu jeziora. Kapłanem bogini był Rex Nemorensis. W pobliżu jeziora miał swą letnią willę Juliusz Cezar.
W jeziorze zatopione zostały dwa wielkie statki, zbudowane z polecenia rzymskiego cesarza Kaliguli. Począwszy od 1446 r. na próżno podejmowano próby dostania się do nich przy użyciu ówczesnych dzwonów nurkowych. Wraki odsłonięto dopiero po wypompowaniu w latach 1928–1929 znacznej części wody z jeziora. Wydobyte do 1932 r., zostały umieszczone w muzeum. Spłonęły w nim w czasie II wojny światowej w 1944 r.